# Komnen Arianiti
Komnen Arianiti was een Albanese edelman uit de Arianiti-dynastie.  Gedurende het eind van de  14e eeuw was hij prins van het vorstendom Arianiti in Centraal-Albanië. In 1432 volgde zijn zoon Gjergj Arianiti de heerschappij over het vorstendom op. 
Gjergj zou een prominent figuur worden tijdens de Albanees-Ottomaanse oorlog.

## Biografie
Komnen was afkomstig uit de Arianiti-dynastie. Stamvader David Arianiti was in de vroege 12e eeuw een edelman die loyaal was aan het Byzantijnse Rijk, zijn zoon Konstantin was werkzaam in het Byzantijnse leger.  Telg Alëks Arianiti zwoer later, samen met andere Albanese edelen, tijdens de heerschappij van het Huis Anjou-Sicilië trouw aan het Koninkrijk Albanië. De Arianiti's genereerden hierdoor verschillende privileges in Centraal-Albanië.
Komnen Arianiti was de eerste heerser van het vorstendom Arianiti, zijn gebieden besloegen delen die overeenkomen met het huidige Durrës. Onder zijn zoon en opvolger prins Gjergj Arianiti breidde het vorstendom, mede door het huwelijk tussen Gjergj en prinses Maria Muzaka, zuidelijk uit. Gjergj Arianiti kwam na de Ottomaanse expansie naar de Balkan in opstand. De Albanezen stichtten de Liga van Lezhë, waar Gjergj een leidend figuur was. Hij leidde in sommige veldslagen de Albanezen naar overwinningen (mede onder de opperbevel van Skanderbeg). In 1462 sneuvelde Arianiti uiteindelijk in een kasteel na een Ottomaanse aanval op de Albanese leiders.
De andere zoons van Komnen waren Muzaka Arianiti, de vader van militair Moisi Golemi, en  Vladan Arianiti die de echtgenoot was van prinses Angjelina Kastrioti. De dochter van Komnen, wier naam onbekend is, was de gemalin van de prins Niketa Thopia.